# Adam Reusner
Adam Reusner (eller Reissner), född 1496 i Mindelheim, död cirka 1575, var en tysk rättslärd och reformator verksam i Schlesien. Han var sekreterare hos fältöversten Georg von Frundsberg.
Han finns representerad i de svenska psalmböckerna sedan 1695 med originaltexten till ett verk (1986 nr 550).

## Psalmer
- På dig jag hoppas, Herre kär (1695 nr 46, 1819 nr 226, 1937 nr 341, 1986 nr 550) skriven 1533.